# Begonia pinheironis
Espèce
Begonia pinheironis est une espèce de plantes de la famille des Begoniaceae. Ce bégonia est originaire du Brésil. L'espèce fait partie de la section Pritzelia. Elle a été décrite en 1999 par Stephen F. Smith (1948-2012) ; Dieter Carl Wasshausen (1938-…), à la suite des travaux de Lyman Bradford Smith (1904-1997). L'épithète spécifique pinheironis signifie « de Pinheiro », en hommage à R.S. Pinheiro, le récolteur de l'holotype en 1972 à Bahia. 

## Répartition géographique
Cette espèce est originaire du pays suivant : Brésil.